# In München steht ein Hofbräuhaus
In München steht ein Hofbräuhaus is een Duits drinklied geschreven in 1935. Het nummer staat ook bekend als het Hofbräuhaus-Lied en is een van de bekendste drinkliederen ter wereld. Het nummer kan worden ingedeeld in het genre schlager en is een waltz.
Het lied is gecomponeerd door Wilhelm Gabriel. Het begin van het lied heeft gelijkenissen met de hymne van de stad München: Solang der alte Peter. Gabriel heeft verteld dat hij door deze hymne is geïnspireerd. Het lied werd voor het eerst ten gehore gebracht op de Wurstmarkt in Bad Dürkheim in 1936. Het lied is een eerbetoon aan de Hofbräuhaus am Platzl in München.
In 1951 werd er een film gemaakt met de titel In München steht ein Hofbräuhaus, genoemd naar het lied en waarin het lied een belangrijke rol speelt. 

## Andere versies en referenties
In 1981 had Spider Murphy Gang een hit met Skandal im Sperrbezirk, waarin de eerste woorden refereren naar In München steht ein Hofbräuhaus. Ook zijn er vele Nederlandse covers van het lied bekend. Jacques van Tol schreef kort nadat het origineel werd geschreven een Nederlandse tekst voor het lied die een eerbetoon was aan het restaurant De Blauwe Stier en de titel kreeg In 't Restaurant "De Blauwe Stier". Voor het nummer werd een bladmuziek uitgegeven en meerdere artiesten namen het lied op en brachten het uit als single, zoals Bob Scholte en Jean du Bela. Ook stond het op het album Bierfeest! van Johnny Hoes uit de jaren 60 van de twintigste eeuw. Ook Bobbejaan Schoepen heeft het nummer opgenomen.
Twee hitgenoteerde versies zijn van Jantje Koopmans en van de Gebroeders Ko. Jantje Koopmans nam het lied in 1987 op en bracht het uit als Het dorpscafétje. Hij behaalde met het nummer de twaalfde plek van de Tipparade van de Nederlandse Top 40. Hij stond daarnaast tien weken in de Nationale Hitparade waarin het piekte op de 48e positie. De Gebroeders Ko brachten hun versie uit in 2013 als De blauwe stier. Zij deden dit in samenwerking met Factor 12, DJ Willem de Wijs en Feest DJ Bas. Zij kwamen hiermee tot de vierde plaats van de Single Top 100 en stond veertien weken in de lijst.  De Top 40 werd niet bereikt, maar het kwam tot de vijfde plaats van de Tipparade. 